# 哈里斯邊角偵測
哈里斯邊角偵測(Harris Corner Detector)是被廣泛運用在電腦視覺的演算法，主要是用於從影像中找出代表邊角的特徵點。最早是由Chris Harris 和Mike Stephens在1988年所提出，在當時是莫拉維克邊角偵測器的改進版本。與 莫拉維克邊角偵測器相比，不是對局部小塊區域作45度角移動，而是考量了方向性值直接算出邊角的微分值，這個方法在當時已被證明可以更準確地去分辨出邊角。自從哈里斯邊角偵測器被提出後，後續有很多演算法試著去改良它，而這類的演算法也在很多影像處理的應用上被採用作為前處理。

## 概要介紹
角落的概念就是它相鄰的區域有兩條截然不同方向的邊，換句話說，角落也是兩條邊的接點，而這條邊的附近有劇烈的亮度變化。邊角是影像重要的特徵，基本上邊角的特性不會受到旋轉、平移以及影像亮度的影響。雖然邊角只是一張影像中的一小部分，但是通常卻代表著一張影像中最重要的特徵，因為它們的資訊相較於整張影像，富有代表性且可以被應用在影像接合，動作追蹤，建立二維馬賽克，立體視覺，以及相關的電腦視覺領域。
為了找出影像中的邊角，科學家們提出了很多不同種的邊角測試器包含Kanade-Lucas-Tomasi (KLT) 算子，哈里斯算子是其中最簡單，有效，及可信賴的方法。這兩種受歡迎的方法均是以局部結構矩陣來當作基礎，相較於Kanade-Lucas-Tomasi (KLT)邊角偵測，就算影像經過旋轉或者是亮度的調整，哈里斯邊角偵測具有良好的結果重現性，因此，它更被常使用在立體匹配及影像資料庫檢索。雖然仍有不少的缺點及限制，哈里斯邊角偵測依然在電腦視覺的應用中是相當重要且基礎的技術。

## 哈里斯邊角偵測的發展[1]
在不失去一般性的狀況下，我們假設使用的是一張二維的灰階影像。在這裡以{\displaystyle I}代表這張影像，假設我們現在針對一小塊局度區域{\displaystyle (x,y)\in W}移動了{\displaystyle (\Delta x,\Delta y)}，以{\displaystyle f}代表這兩塊小區域的加總平方差(SSD)，可以寫作
{\displaystyle f(\Delta x,\Delta y)={\underset {(x,y)\in W}{\sum }}\left(I(x,y)-I(x+\Delta x,y+\Delta y)\right)^{2}.}
{\displaystyle I(x+\Delta x,y+\Delta y)} 可以用泰勒展開去近似，以{\displaystyle I_{x}}和{\displaystyle I_{y}}分別代表{\displaystyle I}在{\displaystyle x}和{\displaystyle y}方向的偏微分，於是可以近似成
{\displaystyle I(x+\Delta x,y+\Delta y)\approx I(x,y)+I_{x}(x,y)\Delta x+I_{y}(x,y)\Delta y,}
所以{\displaystyle f(x,y)}可以寫成
{\displaystyle f(\Delta x,\Delta y)\approx {\underset {(x,y)\in W}{\sum }}\left(I_{x}(x,y)\Delta x+I_{y}(x,y)\Delta y\right)^{2}.}
如果以矩陣的形式來表達,
{\displaystyle f(\Delta x,\Delta y)\approx {\begin{pmatrix}\Delta x&\Delta y\end{pmatrix}}M{\begin{pmatrix}\Delta x\\\Delta y\end{pmatrix}},}
其中{\displaystyle M}代表結構張量,
{\displaystyle M={\underset {(x,y)\in W}{\sum }}{\begin{bmatrix}I_{x}^{2}&I_{x}I_{y}\\I_{x}I_{y}&I_{y}^{2}\end{bmatrix}}={\begin{bmatrix}{\underset {(x,y)\in W}{\sum }}I_{x}^{2}&{\underset {(x,y)\in W}{\sum }}I_{x}I_{y}\\{\underset {(x,y)\in W}{\sum }}I_{x}I_{y}&{\underset {(x,y)\in W}{\sum }}I_{y}^{2}\end{bmatrix}}.}

## 哈里斯邊角偵測的流程[3][4]
一般而言，哈里斯邊角偵測演算法可以分成下列幾個步驟:
1. 彩色影像轉換成灰階影像
2. 空間微分的計算
3. 建構結構張量
4. 計算哈里斯響應
5. 非極大值抑制

### 彩色影像轉換成灰階影像
如果輸入是一張彩色影像，第一步便是轉換成灰階影像，可以加快處理速度

### 空間微分的計算
第二步是計算整張圖的{\displaystyle I_{x}(x,y),I_{y}(x,y)} 。

### 建構結構張量
有了{\displaystyle I_{x}(x,y),I_{y}(x,y)}的資訊後，我們便可以建構結構張量{\displaystyle M}。

### 計算哈里斯響應
在這一步，我們會運用下列的近似的式子來計算結構張量矩陣的最小的特徵值:
{\displaystyle \lambda _{min}\approx {\frac {\lambda _{1}\lambda _{2}}{(\lambda _{1}+\lambda _{2})}}={\frac {det(M)}{trace(M)}}}
{\displaystyle trace(M)=m_{11}+m_{22}}
另外一種常見的哈里斯響應是
{\displaystyle R=det(M)-k(trace(M))^{2}=\lambda _{1}\lambda _{2}-k(\lambda _{1}+\lambda _{2})^{2}}
而k是一個由經驗所訂出來的常數，{\displaystyle k\in [0.04,0.06]}。

### 非極大值抑制
由於只靠前面的步驟選出的特徵點很可能會在一小塊區域有很多個，我們希望能在局部區域選出值最大的，因此會設定各個擁有局部最大值的特徵點的距離不能太接近，如此便可以有效選出比較分散在整張圖的特徵點。

## 改進的偵測演算法[5][6]
1. 哈里斯-拉普拉斯邊角偵測
2. Differential Morphological Decomposition Based Corner Detector
3. Multi-scale Bilatera Structure Tensor Based Corner Detector

## 應用
1. 影像對齊，影像縫合，影像配準
2. 建立二維馬賽克
3. 三維場景建模及重建
4. 動作偵測
5. 物體識別
6. 基于内容的影像檢索
7. 影片追蹤

## 更多
- Structure tensor（英语：Structure tensor）
- Harris affine region detector（英语：Harris affine region detector）
- Corner detection
- Feature detection (computer vision)（英语：Feature detection (computer vision)）
- Computer vision
- List of computer vision topics

## 外部連結
- "Learn OpenCV by Examples : Harris Corner Detection"（页面存档备份，存于）
- "Harris Corner Detection - OpenCV Documentation"（页面存档备份，存于）
- "Harris Corner Detection - OpenCV-Python Tutorials"（页面存档备份，存于）